# (9965) GNU
(9965) GNU – planetoida z pasa głównego asteroid okrążająca Słońce w ciągu 3 lat i 278 dni w średniej odległości 2,42 j.a. Została odkryta 5 marca 1992 roku w programie Spacewatch. Nazwa planetoidy pochodzi od projektu GNU - projektu który ma na celu stworzenie wolny system operacyjny (jego najpopularniejszą odmianą jest GNU/Linux). Jest ono używane przez wielu odkrywców mniejszych ciał niebieskich. Przed nadaniem nazwy planetoida nosiła oznaczenie tymczasowe (9965) 1992 EF2.